# International Chemical Investors Group
Die International Chemical Investors S.E. (auch: International Chemical Investors Group, ICIG) ist eine Aktiengesellschaft mit Sitz in Luxemburg, die verschiedene Chemieunternehmen besitzt. Diese sind in drei Gruppen aufgeteilt: Vynova Gruppe (Chlorchemie), WeylChem (Chemikalien, u. a. Allessa) und CordenPharma (Pharmaprodukte).

## Geschichte
Im Jahr 2014 übernahm die ICIG das deutsche Unternehmen Allessa (Frankfurt-Fechenheim) und den Geschäftsbereich Intermediate und Tenside von Clariant.
Zum 1. August 2015 wurden die Chlorvinyl-Aktivitäten von Inovyn, einem PVC Joint Venture von Ineos und Solvay, übernommen.
Zum 1. April 2016 wurde die Sandoz Industrial Products GmbH (Frankfurt-Höchst) übernommen.
Im August 2022 wurde der französische Hersteller von PVC-Compounds Benvic übernommen.
Im April 2023 wurden das gesamte Werk in Niederkassel-Lülsdorf und der Cyanurchlorid Geschäftsbereich des Wesselinger Werkes von Evonik und im Juni 2023 die HCS Group übernommen.